# 16203 Jessicastahl
16203 Jessicastahl è un asteroide della fascia principale. Scoperto nel 2000, presenta un'orbita caratterizzata da un semiasse maggiore pari a 2,5610431 UA e da un'eccentricità di 0,1564982, inclinata di 3,72499° rispetto all'eclittica.